# ReTIME
「ReTIME」是日本配音員新谷良子的第十二張細碟。由King Records發售。商品編號為LACM-4621。

## 收錄曲
1. ReTIME
  - 作詞・作曲・編曲:R・O・N
2. - 作詞:川島弘光/R・O・N、作曲・編曲:川島弘光
3. ReTIME（off vocal）
4. （off vocal）